# 那覇家庭裁判所
那覇家庭裁判所（なはかていさいばんしょ）は、沖縄県那覇市にある日本の家庭裁判所の一つで、沖縄県を管轄している。略称は、那覇家裁（なはかさい）。沖縄、名護、平良、石垣に支部を置いている。
那覇家庭裁判所の支部は那覇地方裁判所の支部に併設されている。また、本庁・支部のいずれにも簡易裁判所が併設されている。

## 沿革
- 1968年1月1日 裁判所法（1967年立法第125号）の施行により、琉球民裁判所としての「那覇家庭裁判所」が設置。
- 1972年5月15日 日本復帰により、日本の家庭裁判所たる「那覇家庭裁判所」となる。

## 所在地
- 本庁：沖縄県那覇市樋川1丁目14-10　北緯26度12分32.6秒 東経127度41分11.2秒 / 北緯26.209056度 東経127.686444度
那覇高校バス停から合同庁舎方面へ徒歩5分
- 沖縄支部：沖縄県沖縄市知花6丁目7-7　北緯26度21分40.8秒 東経127度49分12.4秒 / 北緯26.361333度 東経127.820111度
法務局前バス停から徒歩1分
- 名護支部：沖縄県名護市字宮里451-3　北緯26度35分40.5秒 東経127度57分58.1秒 / 北緯26.594583度 東経127.966139度
名護バスターミナルから徒歩5分
- 平良支部：沖縄県宮古島市平良字西里345　北緯24度48分18.1秒 東経125度16分57.7秒 / 北緯24.805028度 東経125.282694度
市役所前バス停から徒歩1分
- 石垣支部：沖縄県石垣市字登野城55　北緯24度20分10.8秒 東経124度9分40.7秒 / 北緯24.336333度 東経124.161306度
裁判所前バス停から徒歩1分

## 管轄
- 本庁
  - 那覇市、浦添市、糸満市、豊見城市、南城市、島尻郡南風原町、与那原町、粟国村、渡名喜村、久米島町、渡嘉敷村、座間味村、南大東村、北大東村、八重瀬町、中頭郡西原町
- 沖縄支部
  - 沖縄市、宜野湾市、うるま市、中頭郡読谷村、嘉手納町、北谷町、北中城村、中城村
- 名護支部
  - 名護市、国頭郡国頭村、大宜味村、東村、今帰仁村、本部町、恩納村、宜野座村、金武町、伊江村、島尻郡伊平屋村、伊是名村
- 平良支部
  - 宮古島市、宮古郡多良間村
- 石垣支部
  - 石垣市、八重山郡竹富町、与那国町

※ただし、行政事件、名護支部管内の合議事件は本庁で取り扱う。

## 歴代所長
任期の後ろは後職
- 麻上正信（1985年4月 - 1987年1月 退官）
- 真栄田哲（1987年1月 - 1989年5月 那覇地方裁判所長）
- 大城光代（1989年6月 - 1991年1月 那覇地方裁判所長）
- 生島三則（1991年1月 - 1993年3月 広島地方裁判所長）
- 上原吉勝（1993年4月 - 1994年3月 那覇地方裁判所長）
- 寒竹剛（1994年3月 - 1996年5月 退官）
- 中野保昭（1996年5月 - 1998年2月 退官）
- 北山元章（1998年2月 - 12月 那覇地方裁判所長）
- 照屋常信（2000年3月 - 2002年1月 那覇地方裁判所長）
- 濱﨑裕（2002年1月 - 2003年8月 那覇地方裁判所長）
- 藤村啓（2003年8月 - 2004年12月 那覇地方裁判所長）
- 西村則夫（2004年12月 - 2007年1月 京都家庭裁判所長）
- 加藤幸雄（2007年1月 - 2008年11月 金沢地方裁判所長）
- 西謙二（2008年11月 - 2009年12月31日 福岡高等裁判所部総括判事）
- 筏津順子（2010年1月1日 - 2011年12月 広島高等裁判所部総括判事）
- 高麗邦彦（2011年12月 - 2013年7月 那覇地方裁判所長）
- 鶴岡稔彦（2013年7月 - 2014年4月 那覇地方裁判所長）
- 小池勝雅（2014年4月 - 2015年8月 依願退官）